# Trisomie 8
Trisomie 8 wordt ook wel Warkany-syndroom 2 genoemd, naar Josef Warkany, die in 1962 als eerste een patiënt met de kenmerken van trisomie 8 beschreef.
Het is een vorm van trisomie, er zijn drie hele kopieën van chromosoom 8 in iedere lichaamscel aanwezig en dat leidt ertoe dat de vrucht zeer vroeg in de zwangerschap sterft.
Als er sprake is van een mozaïek trisomie of een partiële trisomie heeft de vrucht met het syndroom wel de kans om te blijven leven. De meeste mensen met trisomie 8 hebben een mozaïek trisomie.

## Kenmerken
- Vertraagde psychomotore ontwikkeling
- Verstandelijke beperking
- Abnormaal lange of korte gestalte
- Uitdrukkingsloos gezicht
- Diverse musculoskeletale, viscerale en oogafwijkingen